# گل‌کوب ساده
گل‌کوب ساده (نام علمی: Dicaeum minullum) نام یک گونه از سرده گل‌کوب‌های اصلی است.